# Finska inomhusmästerskapen i friidrott 2022
Finska inomhusmästerskapen i friidrott 2022 arrangerades mellan den 19 och 20 februari 2022 i Kuopiohallen i Kuopio. Arrangörsklubbar var Kuopion Reipas och Varkauden Kenttä-Veikot.

## Medaljörer

### Herrar
| Gren              | Guld                                                                                            | Guld             | Silver                                                           | Silver           | Brons                                                                  | Brons            |
| 60 meter          | Samuli Samuelsson Ikaalisten Urheilijat                                                         | 6,73             | Samuel Purola Oulun Pyrintö                                      | 6,75 0SB0        | William Thor Borgå Akilles                                             | 6,78 0PB0        |
| 200 meter         | Samuel Purola Oulun Pyrintö                                                                     | 21,01 0SB0       | Eljas Aalto IF Sibbo-Vargarna                                    | 21,35 0PB0       | Oskari Lehtonen Nurmijärven Yleisurheilu                               | 21,44 0SB0       |
| 400 meter         | Viljami Kaasalainen Jyväskylän Kenttäurheilijat                                                 | 47,18 0PB0       | Konsta Alatupa Jyväskylän Kenttäurheilijat                       | 47,63 0PB0       | Asseri Välimäki Noormarkun Nopsa                                       | 47,82 0PB0       |
| 800 meter         | Joonas Rinne Saarijärven Pullistus                                                              | 1.49,74 0PB0     | Niko Viljola Helsingin Kisa-Veikot                               | 1.49,98 0PB0     | Santtu Heikkinen Lempäälän Kisa Yleisurheilu                           | 1.51,53 0PB0     |
| 1 500 meter       | Joonas Rinne Saarijärven Pullistus                                                              | 3.46,17 0PB0     | Konsta Hämäläinen Joensuun Kataja                                | 3.47,59 0PB0     | Ossi Kekki Lahden Ahkera                                               | 3.48,94 0PB0     |
| 3 000 meter       | Topi Raitanen Helsingin Kisa-Veikot                                                             | 7.57,46 0PB0     | Mika Kotiranta Joensuun Kataja                                   | 8.00,57 0PB0     | Eero Saleva Helsingin Kisa-Veikot                                      | 8.03,30 0PB0     |
| 60 meter häck     | Santeri Kuusiniemi Jyväskylän Kenttäurheilijat                                                  | 7,74 0PB0        | Ilari Manninen Jyväskylän Kenttäurheilijat                       | 7,75             | Pyry Santahuhta Kankaanpään seudun Leisku                              | 8,08             |
| 300 meter häck    | Tuomas Lehtonen Liedon Parma                                                                    | 36,37            | Jere Haapalainen Tampereen Pyrintö                               | 37,64 0PB0       | Pekka Sinkkonen HIFK                                                   | 38,17 0PB0       |
| 5 000 m gång      | Joni Hava Espoon Tapiot                                                                         | 19.29,98 0PB0    | Sajan Irincheev Espoon Tapiot                                    | 20.23,34 0PB0    | Jaakko Määttänen Espoon Tapiot                                         | 21.20,54         |
| 4 × 337 m stafett | Jyväskylän KenttäurheilijatKonsta Alatupa Ilari Manninen Santeri Kuusiniemi Viljami Kaasalainen | 2.40,09          | HIFKPekka Sinkkonen Simo Laine Anton Tallbacka Evgeny Alexandrov | 2.40,60          | Helsingin Kisa-VeikotMiki Laakso Julius Uutela Niko Viljola Elias Jrad | 2.42,32          |
| Höjdhopp          | Daniel Kosonen Tampereen Pyrintö                                                                | 2,12             | Matias Mustonen Lempäälän Kisa Yleisurheilu                      | 2,09             | Jesse Huttunen Savitaipaleen Urheilijat                                | 2,00             |
| Stavhopp          | Urho Kujanpää Tampereen Pyrintö                                                                 | 5,50 0SB0        | Mikko Paavola Alajärven Ankkurit                                 | 5,29             | Juho Alasaari Laihian Luja                                             | 5,29             |
| Längdhopp         | Otto Pulkkinen Imatran Urheilijat                                                               | 7,36             | Joona Luotonen IF Sibbo-Vargarna                                 | 7,35 0PB0        | Julius Toivola Jyväskylän Kenttäurheilijat                             | 7,17 0PB0        |
| Tresteg           | Topias Koukkula Turun Urheiluliitto                                                             | 15,75            | Aaro Davidila Lapin Lukko                                        | 15,70            | Iikka Alingué Janakkalan Jana                                          | 15,39 0SB0       |
| Kulstötning       | Arttu Korkeasalo Lielahden Kipinä                                                               | 17,88            | Nico Oksanen Turun Urheiluliitto                                 | 16,98            | Panu Tirkkonen Keiteleen Kunto                                         | 16,80            |
| Sjukamp           | Juuso Toivonen Ähtärin Urheilijat                                                               | 5 462 poäng 0PB0 | Juuso Hassi Oriveden Ponnistus                                   | 5 393 poäng 0SB0 | Petri Ihander Keski-Uudenmaan Yleisurheilu                             | 5 274 poäng 0SB0 |

### Damer
| Gren              | Guld                                                                                    | Guld          | Silver                                                         | Silver        | Brons                                                                          | Brons         |
| 60 meter          | Lotta Kemppinen HIFK                                                                    | 7,26 0SB0     | Anniina Kortetmaa Jyväskylän Kenttäurheilijat                  | 7,40 0SB0     | Johanna Kylmänen Raision Kuula                                                 | 7,46          |
| 200 meter         | Aino Pulkkinen Jyväskylän Kenttäurheilijat                                              | 23,70 0PB0    | Anniina Kortetmaa Jyväskylän Kenttäurheilijat                  | 23,74 0PB0    | Milja Thureson Turun Toverit                                                   | 23,86 0PB0    |
| 400 meter         | Milja Thureson Turun Toverit                                                            | 53,20 0PB0    | Viivi Lehikoinen HIFK                                          | 53,28 0PB0    | Aino Pulkkinen Jyväskylän Kenttäurheilijat                                     | 53,29 0PB0    |
| 800 meter         | Eveliina Määttänen Espoon Tapiot                                                        | 2.06,01 0PB0  | Viola Westling Turun Urheiluliitto                             | 2.07,17 0PB0  | Erika Utriainen Veitsiluodon Kisaveikot                                        | 2.08,83 0PB0  |
| 1 500 meter       | Ilona Mononen Lahden Ahkera                                                             | 4.25,75 0SB0  | Kaisa Kankaanranta Pyhtään Yritys                              | 4.27,87 0SB0  | Sofie Lövdahl Vasa IS                                                          | 4.33,48 0PB0  |
| 3 000 meter       | Ilona Mononen Lahden Ahkera                                                             | 9.14,06 0PB0  | Nathalie Blomqvist IK Falken                                   | 9.14,13 0PB0  | Laura Manninen Kenttäurheilijat -58                                            | 9.42,40 0PB0  |
| 60 meter häck     | Saga Vanninen Tampereen Pyrintö                                                         | 8,38 0PB0     | Vilma Väliharju Tampereen Pyrintö                              | 8,57          | Siiri Siirtola Helsingin Kisa-Veikot                                           | 8,58          |
| 300 meter häck    | Essi Niskala Kuivasjärven Aura                                                          | 40,57 0PB0    | Laura Loponen Oulun Pyrintö                                    | 41,02 0PB0    | Heidi Salminen Jyväskylän Kenttäurheilijat                                     | 41,02 0PB0    |
| 3 000 m gång      | Anniina Kivimäki Lapuan Virkiä                                                          | 13.06,13 0SB0 | Enni Nurmi Espoon Tapiot                                       | 13.10,90 0SB0 | Elisa Neuvonen Lappeenrannan Urheilu-Miehet                                    | 13.22,09 0PB0 |
| 4 × 337 m stafett | Jyväskylän KenttäurheilijatAnniina Kortetmaa Heidi Salminen Heini Ikonen Aino Pulkkinen | 3.00,08       | HIFKElmiina Siikala Liina Tervo Mila Heikkonen Teresa Perttilä | 3.05,15       | Espoon TapiotAnna Pursiainen Minea Fogelholm Julia Ihantola Eveliina Määttänen | 3.05,42       |
| Höjdhopp          | Sini Lällä Jyväskylän Kenttäurheilijat                                                  | 1,90 0PB0     | Heta Tuuri Lahden Ahkera                                       | 1,88 0PB0     | Ella Junnila Tampereen Pyrintö                                                 | 1,88          |
| Stavhopp          | Saga Andersson Esbo Idrottsförening                                                     | 4,18          | Laura Ollikainen Varkauden Kenttä-Veikot                       | 4,18 0PB0     | Silja Andersson Esbo Idrottsförening                                           | 4,10          |
| Längdhopp         | Emma Pullola Vaasan Vasama                                                              | 6,13 0PB0     | Saga Vanninen Tampereen Pyrintö                                | 6,07          | Sini Sanaslahti Kaipolan Vire                                                  | 5,94 0SB0     |
| Tresteg           | Senni Salminen Imatran Urheilijat                                                       | 14,16 0SB0    | Kristiina Mäkelä Orimattilan Jymy                              | 13,75 0SB0    | Sini Sanaslahti Kaipolan Vire                                                  | 12,80         |
| Kulstötning       | Senja Mäkitörmä Varpaisjärven Vire                                                      | 17,05         | Eveliina Rouvali Kuopion Reipas                                | 17,04 0PB0    | Emilia Kangas Seinäjoen Seudun Urheilijat                                      | 15,19         |
| Femkamp           | Hertta Heikkinen Joensuun Kataja                                                        | 4 092 poäng   | Neea Käyhkö Savonlinnan Riento                                 | 3 961 poäng   | Jessica Rautelin Esbo Idrottsförening                                          | 3 935 poäng   |